# Bouscarle tachetée
Locustella thoracica
Espèce
Statut de conservation UICN

 LC  : Préoccupation mineure
La Bouscarle tachetée (Locustella thoracica, anciennement Bradypterus thoracicus) est une espèce de passereaux de la famille des Locustellidae.

## Répartition
Cet oiseau vit au Bangladesh, au Bhoutan, en Birmanie, en Chine, en Corée du Nord, en Inde, au Laos, en Mongolie, au Népal, en Russie et en Thaïlande.

## Habitat
Son habitat naturel est les forêts boréales.